# Timmy Pettersson
Timmy Pettersson (* 15. März 1977 in Gislaved) ist ein ehemaliger schwedischer Eishockeyspieler, der über viele Jahre für Västra Frölunda, Södertälje SK und Djurgårdens IF in der Elitserien aktiv war. Zudem absolvierte er eine Spielzeit im Trikot des ERC Ingolstadt aus der Deutschen Eishockey Liga.

## Karriere
Timmy Petterson stammt aus dem Nachwuchsbereich des Gislaveds SK. Später spielte er für die Juniorenteams von Västra Frölunda, für dessen Profimannschaft er von 1995 bis 2002 in der Elitserien, der höchsten schwedischen Spielklasse, aktiv war. In seinem Rookiejahr, der Saison 1995/96, wurde er mit seiner Mannschaft Vizemeister. Im Sommer 2002 wechselte der Verteidiger zum HV71 aus Jönköping, den er nach eineinhalb Jahren im Laufe der Saison 2003/04 verließ, um beim Södertälje SK zu unterschreiben, während HV 71 am Saisonende Schwedischer Meister wurde. 
Nach dem Abstieg Södertäljes im Anschluss an die Saison 2005/06 blieb Pettersson in der Elitserien und unterschrieb beim Hauptstadtclub Djurgårdens IF, für den er in den folgenden vier Jahren auf dem Eis stand und mit dem er 2010 Vizemeister wurde. Für die Saison 2010/11 wurde der Schwede vom russischen Klub Sewerstal Tscherepowez aus der Kontinentalen Hockey-Liga verpflichtet. Für diesen erzielte er in 30 Spielen drei Tore und acht Vorlagen. Zur folgenden Spielzeit schloss er sich dem ERC Ingolstadt aus der Deutschen Eishockey Liga an.

### International
Für Schweden nahm Pettersson an der Junioren-Europameisterschaft 1995 sowie der Junioren-Weltmeisterschaft 1997 teil. Bei der Europameisterschaft gewann er mit seiner Mannschaft die Bronzemedaille. Insgesamt bestritt er für sein Land elf Junioren-Länderspiele, in denen er drei Torvorlagen gab.

## Erfolge und Auszeichnungen
- 1995 Bronzemedaille bei der Junioren-Europameisterschaft
- 1996 Schwedischer Vizemeister mit Västra Frölunda
- 2010 Schwedischer Vizemeister mit Djurgårdens IF

## Statistik
(Stand: Ende der Saison 2013/14)